# Klugiodendron umbrianum
Klugiodendron umbrianum là một loài thực vật có hoa trong họ Đậu. Loài này được Britton & Killip mô tả khoa học đầu tiên.